# Gadenweith (Gemeinde Weissenbach an der Triesting)

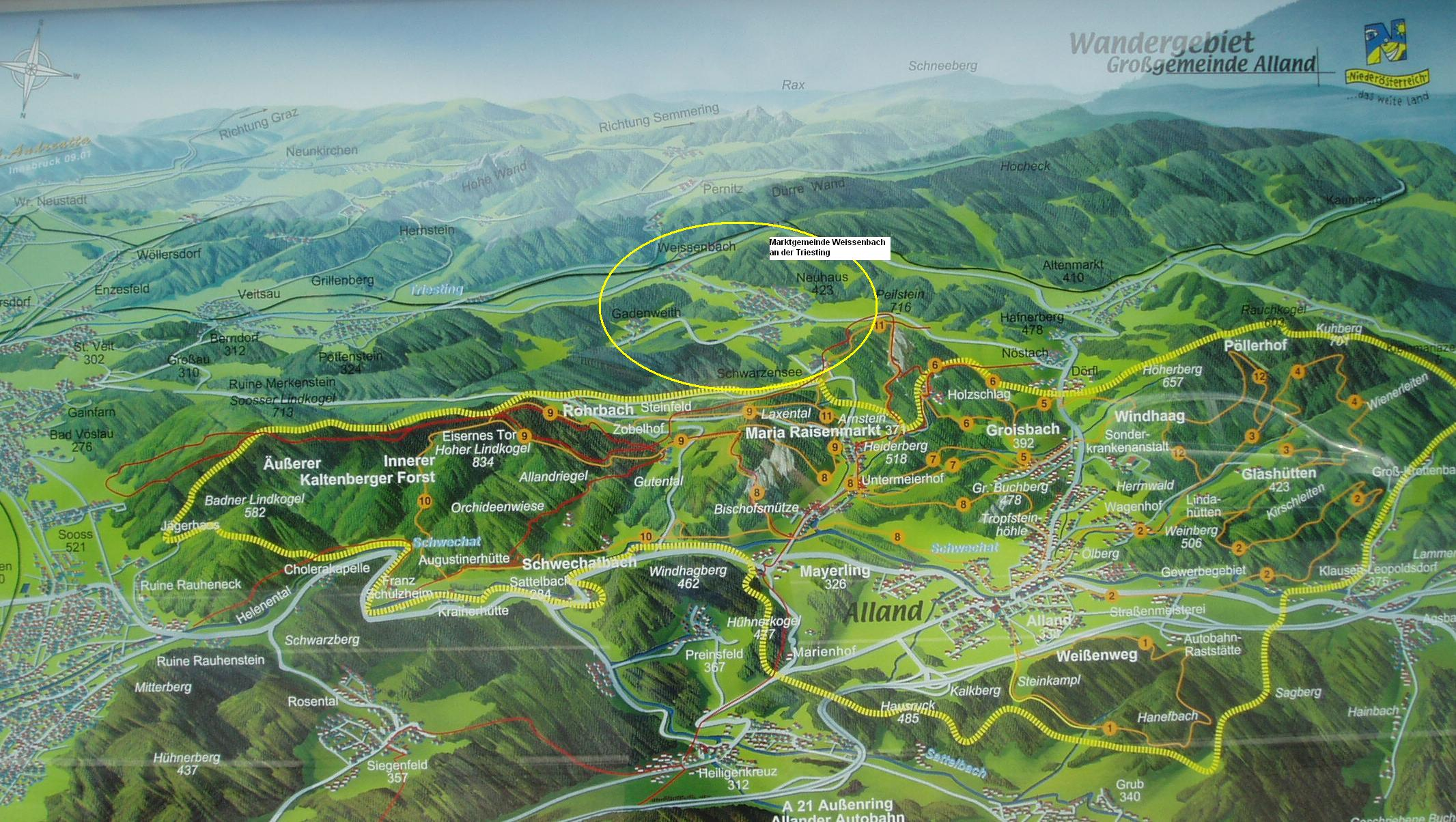
Wandergebiet Alland Karte Weissenbach

Gadenweith ist eine Ortschaft und eine Katastralgemeinde von Weissenbach an der Triesting in Niederösterreich. Die Ortschaft hat 54 Einwohner (Stand 1. Jänner 2024).

## Geografie
Die Rotte mit 54 Einwohnern liegt nördlich von Weissenbach in einem blinden Tal im Wienerwald, welches nur über die Schwarzenseer Straße von Neuhaus oder Schwarzensee aus zu erreichen ist. Zur Ortschaft zählt auch der Weiler Scheiberhütten westlich des Ortes.

## Geschichte
Laut Adressbuch von Österreich waren im Jahr 1938 in Gadenweith ein Gastwirt und zwei Landwirte mit Ab-Hof-Verkauf ansässig. Bis zur Eingemeindung nach Weissenbach war der Ort ein Teil der damaligen Gemeinde Schwarzensee.

## Wirtschaft
Ein Reitstall bietet die Möglichkeit zum Westernreiten und Wanderreiten. Ein Bauunternehmen und ein Schotterwerk sind ebenfalls hier ansässig.

## Tourismus
Der Pecherhof ist Einkehrwirtshaus der Wanderer, Radfahrer und Reiter in diesem abgelegenen Teil des Wienerwalds. Die jährlich stattfindende Triestingtalrallye führt, wegen der nahegelegenen Schotterpiste, über Gadenweith.

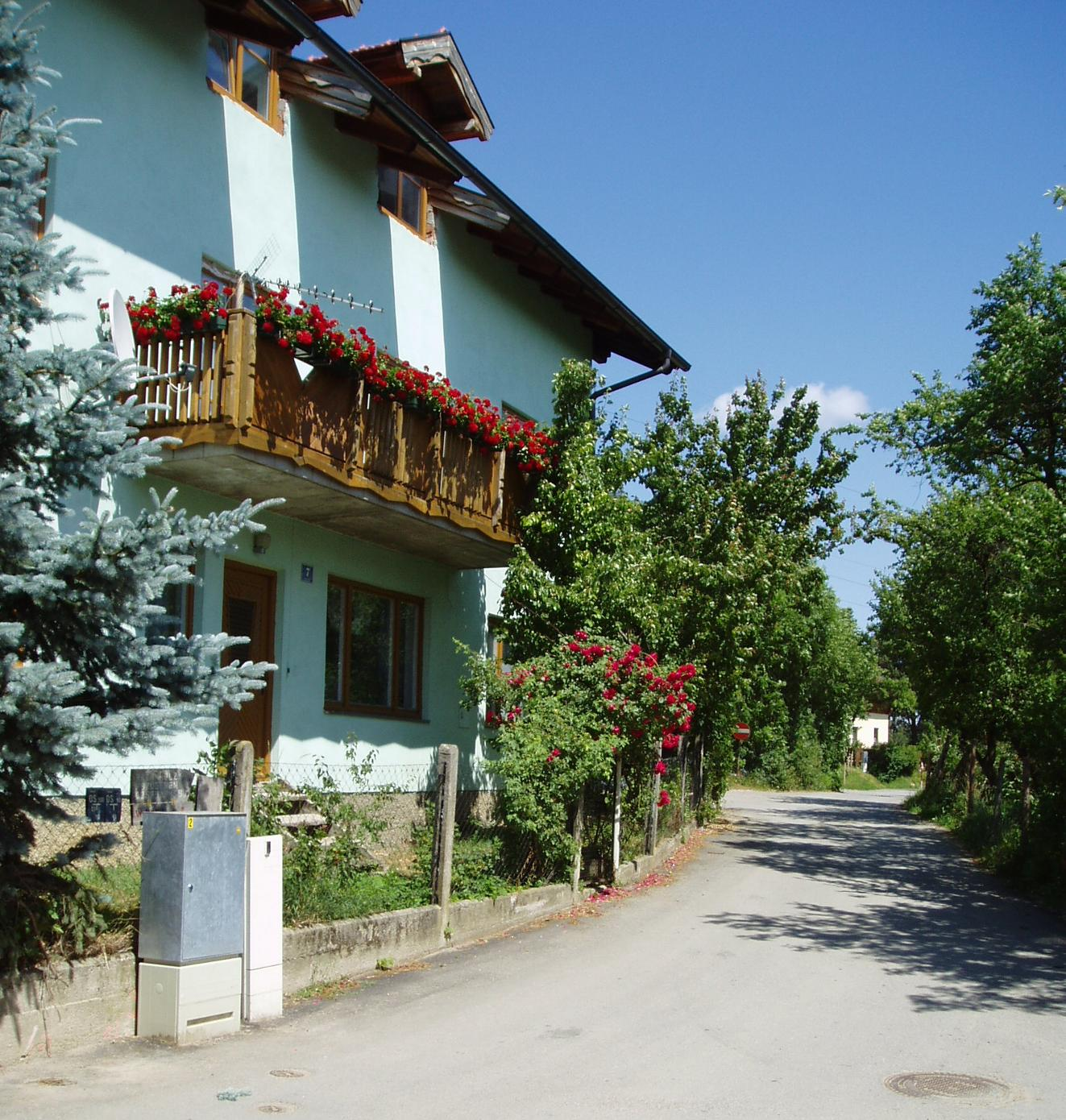
Gadenweith Haus Nr. 7
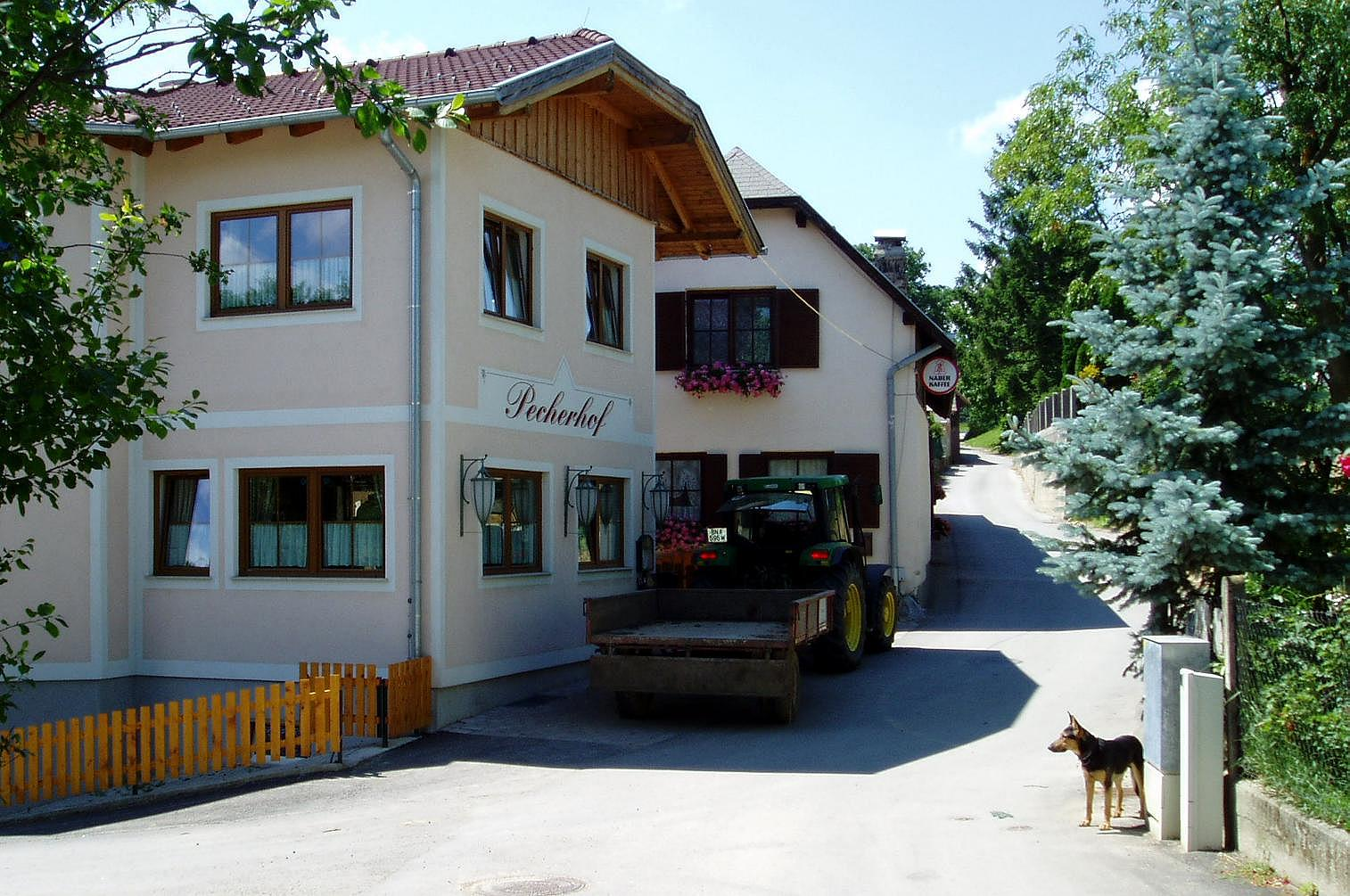
Gadenweith Pecherhof
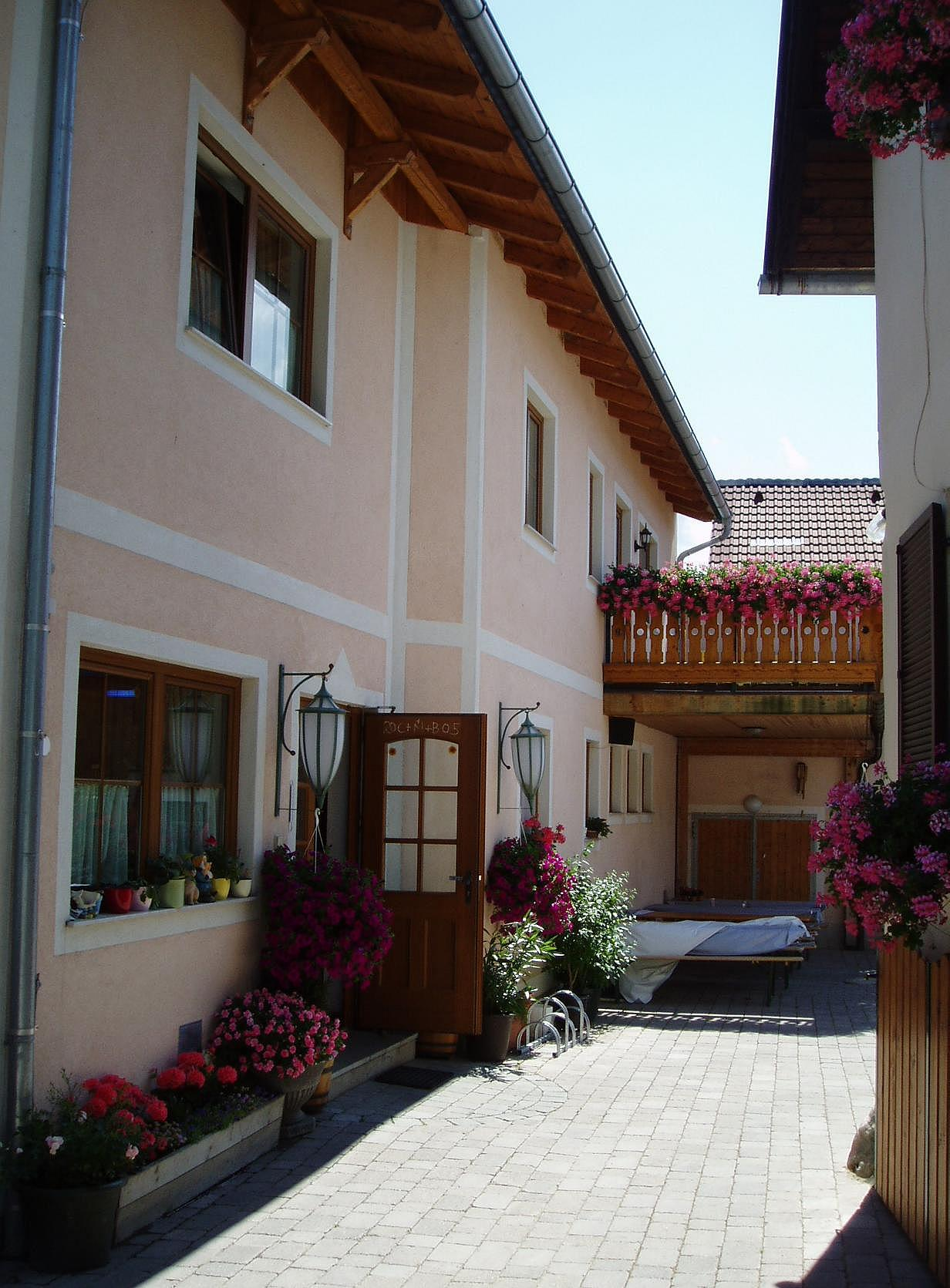
Gadenweith Pecherhof Hofeinfahrt
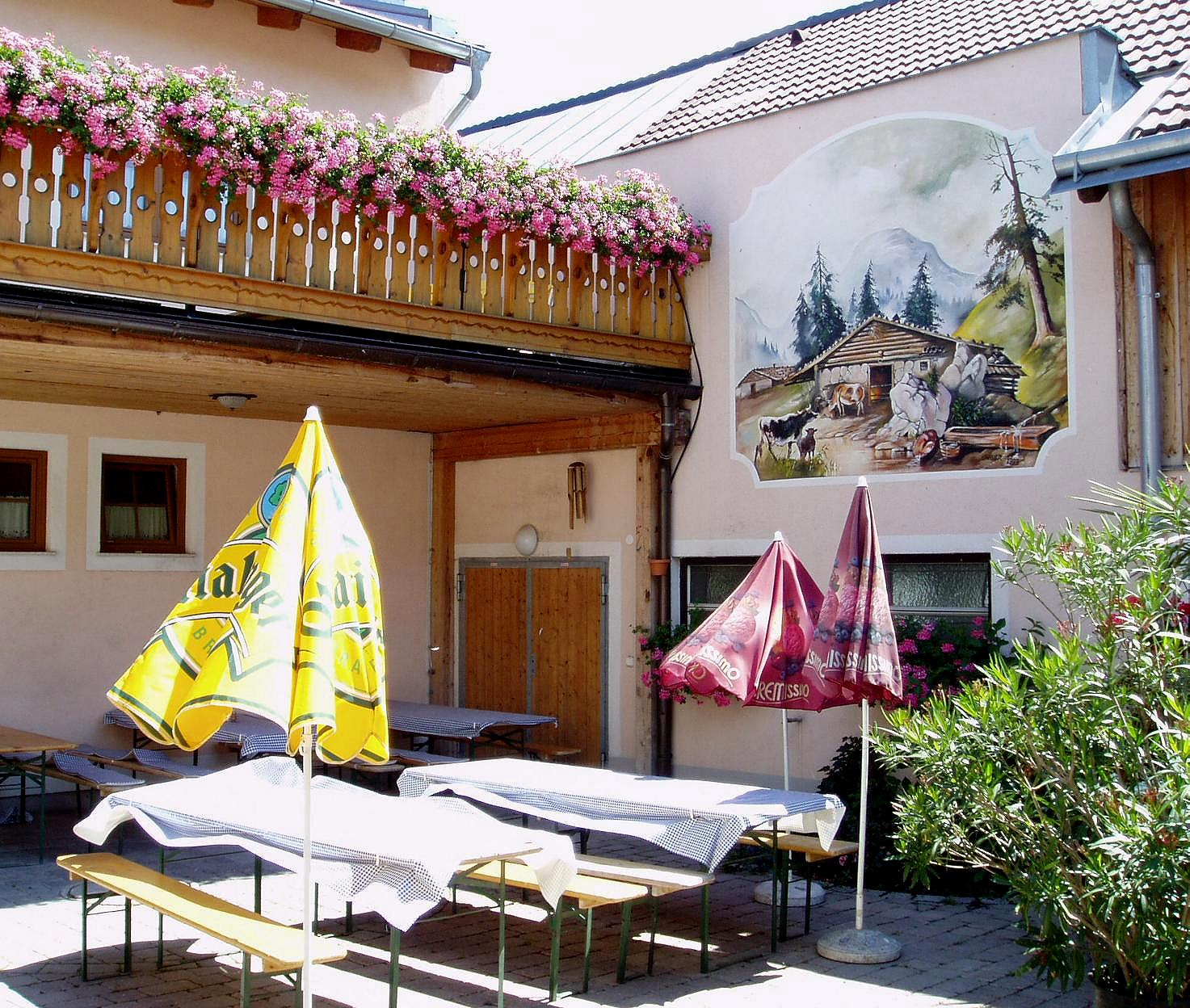
Gadenweith Pecherhof Malerei